# 蒲郡警察署
蒲郡警察署（がまごおりけいさつしょ）は、愛知県警察が管轄する警察署の1つである。

## 所在地
- 愛知県蒲郡市緑町3-12

## 管轄区域
- 蒲郡市

## 沿革
- 1948年（昭和23年） - 旧警察法制定により、(旧)豊川警察署管内の現蒲郡市域に自治体警察として蒲郡町警察、三谷町警察、形原町警察が発足する。他の町村は国家地方警察の宝飯地区警察署の管轄。
- 1951年（昭和26年） - 旧警察法一部改正で形原町警察を廃止。宝飯地区警察署に統合。
- 1954年（昭和29年）
  - 4月1日 - 町村合併で、蒲郡町警察・三谷町警察が統合し蒲郡市警察となる。
  - 7月1日 - 愛知県警察発足により、蒲郡市警察は愛知県蒲郡警察署となる。同時に宝飯郡形原町、西浦町も管轄に加わる。
- 1955年（昭和30年）10月1日 - 大塚村の分村合併により旧宝飯郡大塚村の大字大塚及び大字相楽を豊川警察署から管轄が変更され、現在の区域が確定する。
- 1968年（昭和43年）4月14日 - 新庁舎が完成する。
- 1970年（昭和45年）10月1日 - 三谷派出所が新築移転する。
- 1971年（昭和46年）4月12日 - 竹谷派出所が新設される。
- 1974年（昭和49年）
  - 3月15日 - 形原派出所が新設される。
  - 10月29日 - 西浦派出所が新設される。
- 1995年（平成7年）6月10日 - 三谷交番が蒲郡市東部市民センター増築工事完成により、同センター1階に入居する。
- 2008年（平成20年）5月9日 - 大塚駐在所が大塚交番に変更する。
- 2020年 (令和2年)  5月11日 - 新庁舎での運用を開始。

## 組織
- 警務課
  - 警務係
  - 住民サービス係
  - 留置管理係
- 会計課
  - 会計係
- 生活安全課
  - 生活安全係
  - 少年係
  - 保安係
- 地域課
  - 地域総務係
  - 地域(第一係～第三係)
- 刑事課
  - 刑事総務係
  - 強行盗犯係
  - 知能暴力薬物係
- 交通課
  - 交通総務係
  - 指導取締係
  - 事故捜査係
- 警備課
  - 警備係

## 交番
（ ）の中は所在地
- 水竹交番（蒲郡市水竹町千丸203番地5）
- 三谷交番（蒲郡市三谷町七舗142番地1）
- 蒲郡駅前交番（蒲郡市港町4番2号）
- 竹谷交番（蒲郡市竹谷町油井64番地1）
- 形原交番（蒲郡市形原町東欠ノ上39番地1）
- 大塚交番（蒲郡市大塚町西島63番地5）